# Scalebound
Scalebound (яп. スケイルバウンド Сукэйрубаундо) — отменённая ролевая игра от разработчика Platinum Games и издателя Microsoft Studios. Игра планировалась к выходу на Xbox One, так и Windows. Выпуск игры был намечен на 2017 год.

## Разработка
Идея игры появилась в 2006 году, когда Platinum Games только была основана, но студия решила сфокусироваться на разработке Bayonetta. После выпуска Bayonetta была сделана ещё одна попытка создать игру на основе этой идеи, был разработан прототип. В итоге студия начала разработку The Wonderful 101. Когда разработка The Wonderful 101 была почти завершена, разработчики снова решили вернуться к идее Scalebound, и непосредственная разработка игры стартовала в 2013 году. Официальный анонс игры состоялся 9 июня 2014 года на пресс-конференции Microsoft в рамках выставки E3 2014. Впервые геймплей игры был продемонстрирован на Gamescom 2015. Там же было объявлено о поддержке кооперативного режима для четырёх игроков. Игра разрабатывалась на движке Unreal Engine 4.
9 января 2017 года стало известно о том, что Microsoft Studios отменила игру. Тем не менее, Microsoft продлили регистрацию торговой марки Scalebound[когда?]. 11 декабря 2018 года французское подразделение Amazon открыло страницу с предзаказом игры, на которой в качестве даты выпуска было указано 31 декабря 2020 года.